# La Chapelle-aux-Filtzméens
La Chapelle-aux-Filtzméens är en kommun i departementet Ille-et-Vilaine i regionen Bretagne i nordvästra Frankrike. Kommunen ligger i kantonen Tinténiac som tillhör arrondissementet Saint-Malo. År 2022 hade La Chapelle-aux-Filtzméens 825 invånare.
Fram till den 19 januari 1985 stavades namnet officiellt La Chapelle-aux-Filzméens, utan bokstaven T.

## Befolkningsutveckling
Antalet invånare i kommunen La Chapelle-aux-Filtzméens
Referens:INSEE